# 安宿部郡
安宿部郡為過去日本大阪府轄下的郡，已於1896年4月1日與周邊的郡合併為南河內郡。
在1880年實施郡區町村編制法時的轄區相當於現在的柏原市位於大和川以南的轄區。

## 歷史
在令制國時代屬於河內國，過去曾被記載為「飛鳥戶郡」或「飛鳥部郡」，使用「安宿部郡」之名稱後，也曾被記載為「安宿郡」或「安福郡」。
雖然面積不大，但在江戶時代被劃分屬於幕府直屬、旗本和小田原藩的領地。
明治維新後，郡內的幕府領地和旗本領地先後被劃為大坂裁判所司農局、大阪府司農局、大阪府南司農局、河內縣、堺縣、五條縣的轄區，小田原藩領地也由於戊辰戰爭的處分被新政府收回，1871年第一次府縣整併中，由於五條縣遭到廢除，安宿部郡改隸屬於堺縣。
1880年實施郡區町村編製法，正式的設置了近代的行政區劃「安宿部郡」，但並未設置自己的郡役所，而是由古市郡役所負責管理周邊的石川郡、錦部郡、八上郡、古市郡、安宿部郡、丹南郡、志紀郡，因此古市郡役所也被更名為「石川錦部八上古市安宿部丹南志紀郡役所」。
1881年，由於堺縣被併入大阪府，安宿部郡隨之成為大阪府的轄區。

### 沿革

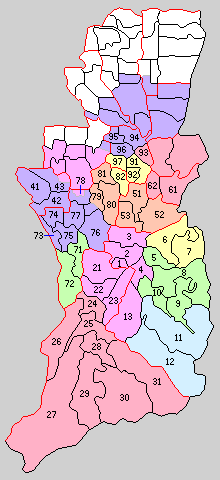
1889年安宿部郡轄下的行政區劃：
61.國分村 62.玉手村
（上方紅色：屬柏原市、1 - 13屬石川郡、21 - 31屬錦部郡、41 - 43屬八上郡、51 - 53屬古市郡、71 - 81屬丹南郡、91 - 97屬志紀郡）

- 1889年04月1日：實施町村制，安宿部郡下設國分村（日语：国分 (柏原市)）、玉手村（日语：玉手）。（2村）
- 1896年04月1日：實施郡制（日语：郡制），同時原屬於「石川錦部八上古市安宿部丹南志紀郡役所」的區域（除志紀郡三木本村）被合併為南河內郡。